# Martin Hollstein
Martin Hollstein (* 2. April 1987 in Neubrandenburg) ist ein ehemaliger deutscher Kanute und Olympiasieger. Er fuhr im Einer-, Zweier- und Vierer-Kajak im Kanurennsport.
Bei den Olympischen Sommerspielen 2008 in Peking gewann er im Zweier-Kajak mit Andreas Ihle die olympische Goldmedaille. Der gelernte Fertigungsmechaniker startete für den SC Neubrandenburg, wo er von Jürgen Lickfett trainiert wurde. Sein nationaler Zweier-Partner war Martin Niemann.

## Kindheit und Ausbildung
Aufgewachsen ist Hollstein, genannt „Holly“, im Landkreis Mecklenburgische Seenplatte in der Kreisstadt Neubrandenburg. Dort trat er auch dem Verein SC Neubrandenburg bei, in dem er seither Mitglied ist. Heimtrainer dort ist Jürgen Lickfett. Seine erste Medaille gewann er bei den Kanu-Landesmeisterschaften in Schwerin im Jahr 1998.
Hollstein begann im September 2005 eine Ausbildung als Fertigungsmechaniker bei der Webasto AG in seiner Heimatstadt Neubrandenburg. Dort war er drei Jahre angestellt und konzentrierte sich nebenbei hauptsächlich auf seine Karriere als Leistungssportler.

## Profisportler-Karriere

### Olympia 2008
In der nationalen Olympiaqualifikation 2008 erpaddelte er sich einen fünften Platz und wurde in die Nationalmannschaft berufen. Beim entscheidenden Weltcup in Szeged belegte er im Zweier über 500 m mit Rupert Wagner den vierten Platz, verfehlte damit aber die Norm, da die Olympiasieger Ronald Rauhe und Tim Wieskötter das Rennen gewannen.
Kurz vor den Olympischen Spielen 2008 rückte er überraschend für den erkrankten Rupert Wagner in den Zweier-Kajak über 1000 Meter an die Seite von Andreas Ihle. In einem Stechen konnten sie sich gegen Norman Zahm und Marcus Groß durchsetzen und sich damit die Olympiateilnahme sichern. Auf der olympischen Kanustrecke gewann das Duo überlegen das Finale und damit die olympische Goldmedaille.
Für diesen sportlichen Erfolg erhielt Hollstein im November 2008 das Silberne Lorbeerblatt, die höchste staatliche Auszeichnung für Spitzenleistungen im deutschen Sport, verliehen vom damaligen Bundespräsidenten Horst Köhler.

### Welt- und Europameisterschaften
Im Jahr 2010 trat Hollstein wieder mit seinem Zweier-Partner Andreas Ihle an und gewann die Goldmedaille bei den Kanurennsport-Europameisterschaften 2010 in Trasona. Im gleichen Jahr gewann das Team bei der Weltmeisterschaft 2010 in Posen ebenfalls die Goldmedaille.
Ein Jahr später holte Hollstein bei den Kanurennsport-Europameisterschaften 2011 in Belgrad wieder Gold. Bei der Europameisterschaft im darauffolgenden Jahr in Zagreb belegte der Kanute den 2. Platz.

### Olympia 2012
Bei den Olympischen Spielen 2012 in London gewann er mit Andreas Ihle die Bronzemedaille im Zweier-Kajak über 1000 m.
Auch für diesen olympischen Medaillenerfolg erhielt Hollstein das Silberne Lorbeerblatt. Verliehen wurde es durch Bundespräsident Joachim Gauck bei einer Feierstunde in Schloss Bellevue.

### Verletzung
Im September 2013 musste Hollstein aufgrund einer gebrochenen Hand eine verletzungsbedingte Pause einlegen. Trotz seiner Trainingsrückstandes erhielt der Kanute vom Verband das Versprechen, dass er in der Höchstförderung bleibt, auch wenn er verletzungsbedingt den Sprung ins WM-Team 2014 verpasst.

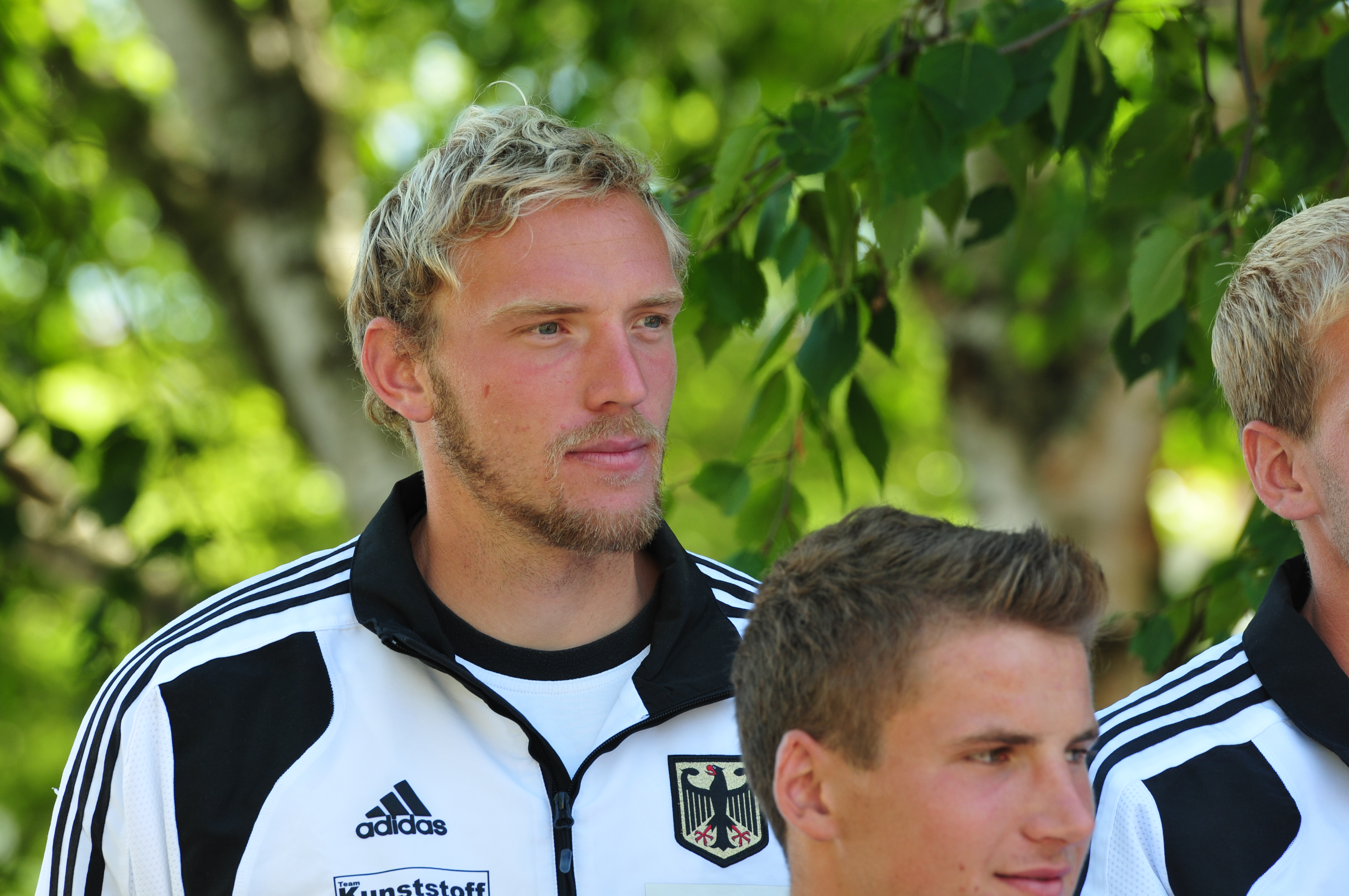
Medientag 2013
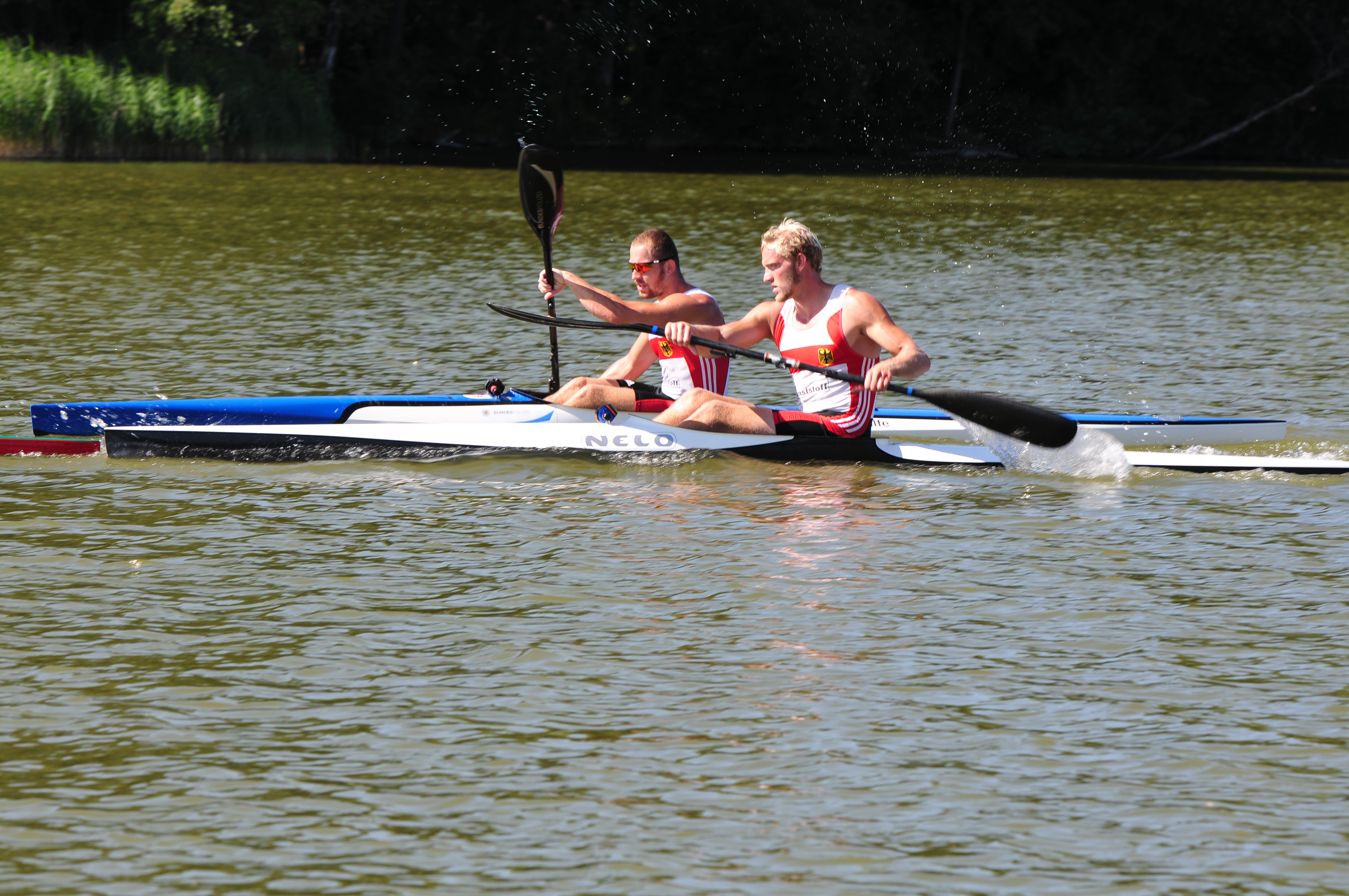
Kajak-Training in Kienbaum
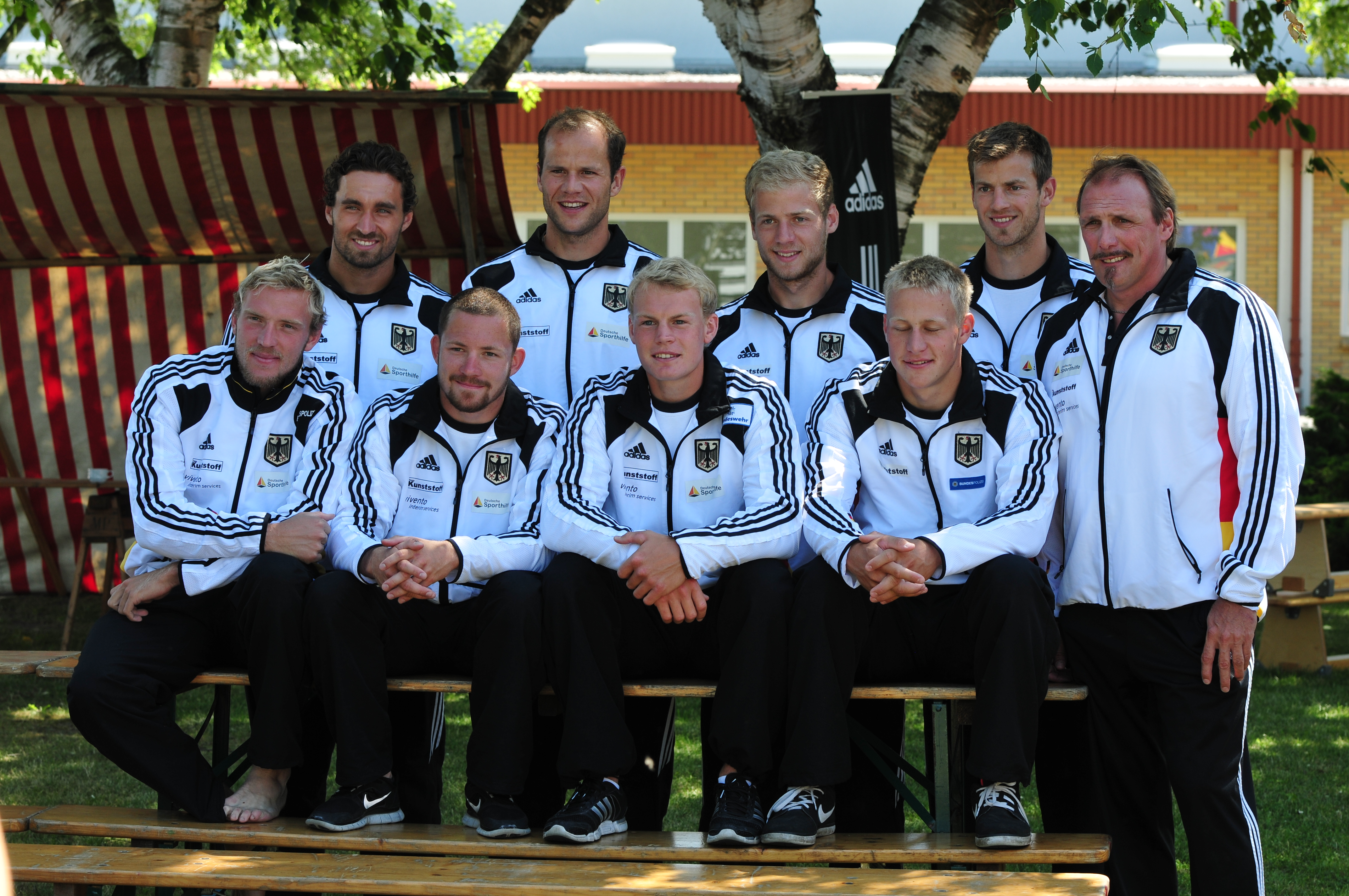
Hollstein: u.1.v.l.

Nach dem Verpassen des Endlaufes bei der EM 2014 in Brandenburg folgten intensive Trainingswochen für das Vierer-Team rund um Hollstein mit seinen Partnern Marius Radow, Martin Schubert und Kai Spenner.
2015 musste sich Hollstein einer Schulter-Operation unterziehen und fiel dadurch erneut verletzungsbedingt aus.

### Beendigung der aktiven Laufbahn
Der letzte große Wettbewerb für Hollstein war die Europameisterschaft 2016 in Moskau. Dort fuhr er als Schlagmann unter Bundestrainer Reiner Kießler. Im Zweier-Kajak über 500 Meter belegte das Team den 4. Platz.

## Bundespolizei und Privatleben
Im September 2009 begann er eine Ausbildung zum Polizeivollzugsbeamten bei der Bundespolizei. Der Polizeimeisteranwärter war während seiner aktiven Sportlerkarriere Angehöriger der Bundespolizeisportschule Kienbaum, der Spitzensportfördereinrichtung der Bundespolizei für Sommer- und Ganzjahressportarten. Derzeit arbeitet er für die Bundespolizei am Flughafen Berlin-Brandenburg. Hollstein wohnt aktuell in Berlin und nimmt weiterhin privat an verschiedenen Wettbewerben in ganz Deutschland sowie international teil.

## Auszeichnungen
- Silbernes Lorbeerblatt 2008 und 2012[7]
- „Champion of the Year“ 2008 Award im Robinson Club im September 2008 in Agadir, Marokko[13]
- Bronzetafel beim „Walk of Sport“ im Januar 2022 in Neubrandenburg[14]

## Größte Erfolge
| Wettbewerb               | Platz    | Disziplin           | Ort              |
| ------------------------ | -------- | ------------------- | ---------------- |
| Olympische Spiele 2008   | 1. Platz | Kajak-Zweier 1000-m | Peking           |
| Europameisterschaft 2009 | 5. Platz | Kajak-Vierer 200-m  | Brandenburg      |
| Europameisterschaft 2010 | 1. Platz | Kajak-Zweier 1000-m | Tresona          |
| Europameisterschaft 2010 | 6. Platz | Kajak-Zweier 500-m  | Tresona          |
| Weltmeisterschaft 2010   | 1. Platz | Kajak-Zweier 1000-m | Posen            |
| Weltmeisterschaft 2010   | 4. Platz | Kajak-Zweier 500-m  | Posen            |
| Europameisterschaft 2011 | 1. Platz | Kajak-Zweier 1000-m | Belgrad          |
| Europameisterschaft 2011 | 7. Platz | Kajak-Zweier 500-m  | Belgrad          |
| Weltmeisterschaft 2011   | 5. Platz | Kajak-Zweier 1000-m | Szeged           |
| Europameisterschaft 2012 | 2. Platz | Kajak-Zweier 1000-m | Zagreb           |
| Olympische Spiele 2012   | 3. Platz | Kajak-Zweier 1000-m | London           |
| Europameisterschaft 2013 | 5. Platz | Kajak-Vierer 1000-m | Montemor-o-Velho |
| Weltmeisterschaft 2013   | 9. Platz | Kajak-Vierer 1000-m | Duisburg         |
| Europameisterschaft 2016 | 4. Platz | Kajak-Zweier 500-m  | Moskau           |